# Xã Champion, Quận Trumbull, Ohio
Xã Champion (tiếng Anh: Champion Township) là một xã thuộc quận Trumbull, tiểu bang Ohio, Hoa Kỳ. Năm 2010, dân số xã này là 9.612 người.